# Porpax gigantea
Porpax gigantea là một loài thực vật có hoa trong họ Lan. Loài này được Deori miêu tả khoa học đầu tiên năm 1975.